# جايسون بيرس
جايسون بيرس (بالإنجليزية: Jason Pierce)‏ هو مغن مؤلف وملحن بريطاني، ولد في 19 نوفمبر 1965 في رغبي في المملكة المتحدة.

## وصلات خارجية
- جايسون بيرس على موقع IMDb (الإنجليزية)
- جايسون بيرس على موقع ميوزك برينز (الإنجليزية)
- جايسون بيرس على موقع ميوزك برينز (الإنجليزية)
- جايسون بيرس على موقع أول ميوزيك (الإنجليزية)
- جايسون بيرس على موقع أول ميوزيك (الإنجليزية)
- جايسون بيرس على موقع ديسكوغز (الإنجليزية)
- جايسون بيرس على موقع ديسكوغز (الإنجليزية)